# Tony Nese
Anthony Nese (* 6. August 1985 in Ridge, New York) ist ein amerikanischer Wrestler. Er stand zuletzt bei der WWE unter Vertrag und trat regelmäßig in deren Show 205 Live auf. Sein bislang größter Erfolg ist der Erhalt der NXT Cruiserweight Championship.

## Wrestling-Karriere

### Free Agent (2005–2011)
Nese gab sein Wrestling-Debüt am 23. September 2005 für die New York Wrestling Connection-Promotion. Am 11. November 2005 gab Nese sein In-Ring-Debüt unter dem Ringnamen Matt Maverick und verlor gegen Spyder. Nese gewann sein erstes Match am 17. Dezember 2005 gegen Spyder und Amazing Red. Nese rang mehrere Jahre lang für die Promotion, einschließlich der Verkürzung seines Ringnamens auf Maverick, bevor seine unabhängige Wrestling-Karriere begann, nachdem er 2008 am ECWA-Super-8-Turnier teilgenommen hatte, bei dem er die erste Runde gegen Rob Eckos gewann, aber im Halbfinale verlor.

### Total Nonstop Action Wrestling (2011–2012)
Nese gab sein Debüt für Total Nonstop Action Wrestling am 7. Juli 2011, in einer Folge von Impact Wrestling im Rahmen des X Division Showcase Turniers. Das Turnier konnte er jedoch nicht gewinnen. Am 18. August gab TNA bekannt, dass Nese einen Vertrag mit der Promotion unterschrieben hatte. In der Folge von Impact Wrestling an diesem Abend nahm er an einem Kampf teil, um den nächsten Anwärter auf die TNA X Division Championship zu ermitteln, jedoch schied er bereits in der ersten Runde aus. Nese erschien dann eine Weile nicht im Fernsehen. Er kehrte am 15. Dezember in der Folge von Impact Wrestling zurück. Hiernach fehlte er eine Weile im Fernsehen. Bei seiner Rückkehr bestritt er nur noch vereinzelt Matches, welche er teils verlor. Am 17. Mai 2012 wurde Nese von TNA entlassen.

### Free Agent (2012–2016)
Nach seinem Abschied von TNA arbeitete er wieder als Free Agent und kehrte zu New York Wrestling Connection zurück. Nese wurde der erste PWS Tri-State-Champion und blieb ungeschlagen. Er hat sich kurz mit Matt Hardy gefehdet und ihn in einem Match um den Tri-State-Titel besiegt, bevor er am 9. November 2012 den Titel an Star Man verlor. Anfang 2013 begann Nese bei Dragon Gate USA und Evolve zu arbeiten. Am 3. November begann Nese seine erste Tour durch Dragon Gate USA’s japanische Promotion und forderte Genki Horiguchi, für die Open the Brave Gate Championship heraus. Am 9. November 2013 besiegte Nese im House of Hardcore 3 Alex Reynolds und Petey Williams. Am 8. Dezember 2013 gewann Nese den Openweight Grand Prix von Family Wrestling Entertainment. Am 14. September 2014 gewannen Nese und Caleb Konley bei Evolve 35 die Open the United Gate Championship der Bravado Brothers Harlem und Lancelot. Am ersten Tag von FWE ReFueled besiegten Nese und Jigsaw Adrenaline Express und gewannen die FWE Tag Team Championship. Am nächsten Tag verloren sie den Titel an The Young Bucks.

### World Wrestling Entertainment (2016–2021)
Am 11. Juni 2016 besiegte Nese bei Evolve 63 Lince Dorado, Drew Gulak, Johnny Gargano und T. J. Perkins, um sich für das WWE Cruiserweight Classic Turnier zu qualifizieren. Das Turnier begann am 23. Juni, als Nese Anthony Bennett in seiner ersten Runde besiegte. Am 14. Juli wurde Nese von The Brian Kendrick aus dem Turnier eliminiert.
In der Folge von Raw vom 26. September gab Nese sein Main Roster Debüt. In der Folge von Raw vom 3. Oktober gewann Nese sein erstes Match gegen Rich Swann. Anfang 2017 rang Nese später bei 205 Live und Main Event und fehdete gegen Gran Metalik, Lince Dorado und Mustafa Ali. Nese begann sich der Fraktion von Enzo Amore anzuschließen, die aus Ariya Daivari, Drew Gulak und Noam Dar bestand. Sie nannten sich „The Zo Train“. In der Folge von 205 Live vom 12. Dezember wurde Nese von The Zo Train angegriffen. Nese kehrte zwei Wochen später zurück, unsicher über seine Position als Mitglied des Zo-Zugs, und besiegte Akira Tozawa. Nachdem Amore im Januar 2018 von der WWE entlassen worden war, wurde das Stable aufgelöst. Am 27. April nahm Nese am Greatest Royal Rumble teil, er hatte die Startnummer 10 und eliminierte Hornswoggle, bevor er von Kofi Kingston und Xavier Woods eliminiert wurde.
Einige Wochen später schloss er sich Buddy Murphy an. Sie fuhren fort, mit der Lucha House Party Kalisto, Gran Metalik und Lince Dorado zu fehden. In der Folge von 205 Live vom 29. Januar 2019 wurde er auf unbestimmte Zeit suspendiert, weil er Dar auf dem Parkplatz angegriffen hatte. Nese kehrte am 12. Februar in der Folge von 205 Live zurück und besiegte Dar, in einem No Disqualification Match um die Fehde zu beenden.
Am 7. April 2019 gewann er die NXT Cruiserweight Championship von Murphy. Die Regentschaft hielt 77 Tage und verlor den Titel, am 23. Juni 2019 an Drew Gulak. Sein Rückkampf und den Titel, konnte er nicht gewinnen. In der Folge von 205 Live vom 3. September griff Nese Oney Lorcan an, nachdem er gegen Mike Kanellis verloren hatte. In derselben Nacht schloss sich Nese mit Drew Gulak zusammen, um Humberto Carrillo und Lince Dorado anzugreifen. Im April 2020 wurde Nese als Teilnehmer am Interim Cruiserweight Titel Turnier bekannt gegeben. Nese wurde von Kushida, Drake Maverick und Jake Atlas besiegt. Am 25. Juni 2021 wurde er von der WWE entlassen.

### All Elite Wrestling (seit 2021)
Nese machte sein Debüt für AEW bei einer AEW Dark Show am 3. November 2021. Er gewann gegen Fuego Del Sol. Am 3. Dezember wurde bekannt gegeben, dass Nese offiziell bei AEW unterschrieben hatte. In der gleichen Nacht verlor er gegen Sammy Guevarra, in einem TNT Championship Match bei AEW Rampage.

## Titel und Auszeichnungen
- World Wrestling Entertainment
  - NXT Cruiserweight Championship (1×)

- Dragon Gate USA
  - Open the United Gate Championship (1×) mit Caleb Konley & Trent Baretta
  - Six-Man Tag Team Tournament (2014) mit Caleb Konley & Trent Baretta

- Family Wrestling Entertainment
  - FWE Tag Team Championship (1×) mit Jigsaw
  - Openweight Grand Prix (2013)

- International Wrestling Cartel
  - IWC Super Indy Championship (1×)

- Five Borough Wrestling
  - FBW Heavyweight Championship (1×)

- New York Wrestling Connection
  - NYWC Heavyweight Championship (2×)
  - NYWC Tag Team Championship (1×) mit Plazma
  - NYWC Interstate Championship (1×)
  - NYWC Fusion Championship (1×)

- Pro Wrestling Syndicate
  - PWS Tri-State Championship (1×)

- Pro Wrestling Illustrated
  - Nummer 45 der Top 500 Wrestler in der PWI 500 in 2019